# Willow Springs (Wisconsin)
Willow Springs es un pueblo ubicado en el condado de Lafayette en el estado estadounidense de Wisconsin. En el Censo de 2010 tenía una población de 758 habitantes y una densidad poblacional de 6,06 personas por km².

## Geografía
Willow Springs se encuentra ubicado en las coordenadas 42°45′21″N 90°7′55″O / 42.75583, -90.13194. Según la Oficina del Censo de los Estados Unidos, Willow Springs tiene una superficie total de 125.09 km², de la cual 125.09 km² corresponden a tierra firme y (0%) 0 km² es agua.

## Demografía
Según el censo de 2010, había 758 personas residiendo en Willow Springs. La densidad de población era de 6,06 hab./km². De los 758 habitantes, Willow Springs estaba compuesto por el 97.49% blancos, el 0.66% eran afroamericanos, el 0.79% eran amerindios, el 0.13% eran asiáticos, el 0% eran isleños del Pacífico, el 0.4% eran de otras razas y el 0.53% pertenecían a dos o más razas. Del total de la población el 1.45% eran hispanos o latinos de cualquier raza.